# Classe Petropavlovsk
La classe Petropavlovsk, indicata anche come classe Poltava, fu una classe di navi da battaglia tipo pre-dreadnought costruite per la Voenno Morskoj Flot Rossijskoj Imperii tra il 1892 ed il 1899. La classe comprendeva complessivamente tre unità. Tutte presero parte alla guerra russo-giapponese, durante la quale due di esse, la capoclasse Petropavlovsk e la Sevastopol', furono affondate, mentre la Poltava fu catturata dai giapponesi. Integrata nella Marina imperiale giapponese, fu in seguito rivenduta alla Russia.

## Caratteristiche tecniche

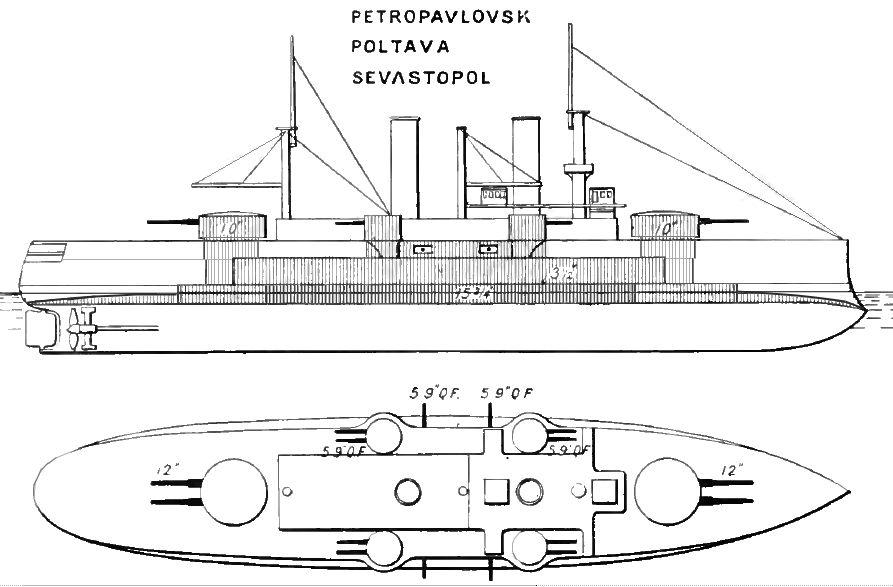
Schema di massima della classe Petropavlovsk

### Design
Inizialmente, la classe Petropavlovsk doveva essere una versione ampliata e migliorata della Imperator Nikolaj I, con l'armamento principale di 4 cannoni da 305 mm (12") protetti da barbette. Sulla base dell'esperienza accumulata con la Imperator Aleksandr II, le cui casematte contenenti l'armamento secondario avevano problemi in caso di mare mosso, il comitato tecnico decise di adottare la disposizione dell'armamento secondario della statunitense classe Indiana, che aveva i cannoni da 203 mm (8") montati in torrette sul ponte superiore. Il dislocamento previsto da progetto era di 11.136 t, con una corazzatura completa a livello della linea di galleggiamento ed una modesta campanatura dello scafo. Il progetto fu approvato nel gennaio 1891.
Nelle intenzioni dei progettisti la nave avrebbe dovuto raggiungere i 17 nodi (31 km/h; 20 mph) col tiraggio forzato delle caldaie, ma test effettuati su un modello dello scafo dimostrarono che poteva raggiungere non più di 16 nodi (30 km/h; 18 mph). Fu valutata la possibilità di ridisegnare lo scafo, ma ciò avrebbe ritardato l'inizio della costruzione, la marina accettò quindi la minore velocità. Lo sviluppo dei nuovi cannoni a fuoco rapido rese necessaria l'adozione di una corazzatura supplementare nella parte alta dello scafo, l'aumento di peso dovette essere compensato con la riduzione della corazzatura a livello della linea di galleggiamento, in particolare furono ridotte le protezioni a prua e a poppa. Altre variazioni al progetto originario furono la sostituzione delle barbette con torrette dello stesso tipo impiegato nella Sissoi Veliky e l'abbandono dei cannoni da 203 mm (8") in favore di più leggeri cannoni da 152 mm (6"). Il minor peso permise di montare 12 cannoni da 152 mm, contro i soli 8 da 203 mm previsti inizialmente.
La Petropavlovsk era lunga 114,6 m, larga 21 m e aveva un pescaggio di 8,6 m. Il dislocamento di progetto fu superato di 410–810 t, portando ad un dislocamento finale di 11.536–12.032 t. Lo scafo aveva un parziale doppio fondo ed era diviso nel senso della lunghezza da 10 paratie stagne, con una paratia centrale trasversale alle altre che andava a separare le sale macchine. La parte superiore dello scafo presentava una leggera campanatura, molto inferiore a quella delle navi francesi del periodo, in cui partiva direttamente dalla linea di galleggiamento. Da progetto il l'altezza metacentrica era di 1,7 m, ciò garantiva una buona capacità di affrontare il mare. L'equipaggio era composto da 26-27 ufficiali e da 605-625 marinai. Quando servì come nave ammiraglia la Petropavlovsk imbarcava 750 uomini.

### Propulsione
Il sistema propulsivo, basato su quello della Georgii Pobedonosets, consisteva in 2 motori a vapore a tripla espansione, ognuno azionante un'elica, alimentati da 14 caldaie che lavoravano a 8,8 atm (892 kPa; 129 psi). A differenza delle sue sorelle, la Sevastopol' aveva 16 caldaie. I motori erano accreditati di 10.600 shp (7.900 kW), che avrebbero dovuto garantire i 16 nodi di velocità. Gli apparati propulsivi della Poltava e della Petropavlovsk furono ordinati ad aziende britanniche e superarono leggermente i valori preventivati; durante i primi test in mare, difatti, le due navi registrarono rispettivamente una velocità massima di 16.29 e 16.38 nodi, facendo rilevare una potenza effettiva di 11.213 e 11.255 shp (8.362 e 8.393 kW). Sulla Sevastopol' si impiegarono macchine di costruzione russa eroganti solo 9.368 shp (6.986 kW), nonostante le caldaie in più, che non riuscivano a spingere la nave oltre i 15,3 nodi. Il governo russo scelse di non esercitare la possibilità di sanzionare i costruttori per le prestazioni inferiori a quelle preventivate, in quanto i macchinari installati erano quelli specificati da progetto. La nave poteva caricare fino a 1.070 t di carbone, che garantivano un'autonomia di 3.750 miglia nautiche (6.950 km; 4.320 mi) a 10 nodi (19 km/h; 12 mph).

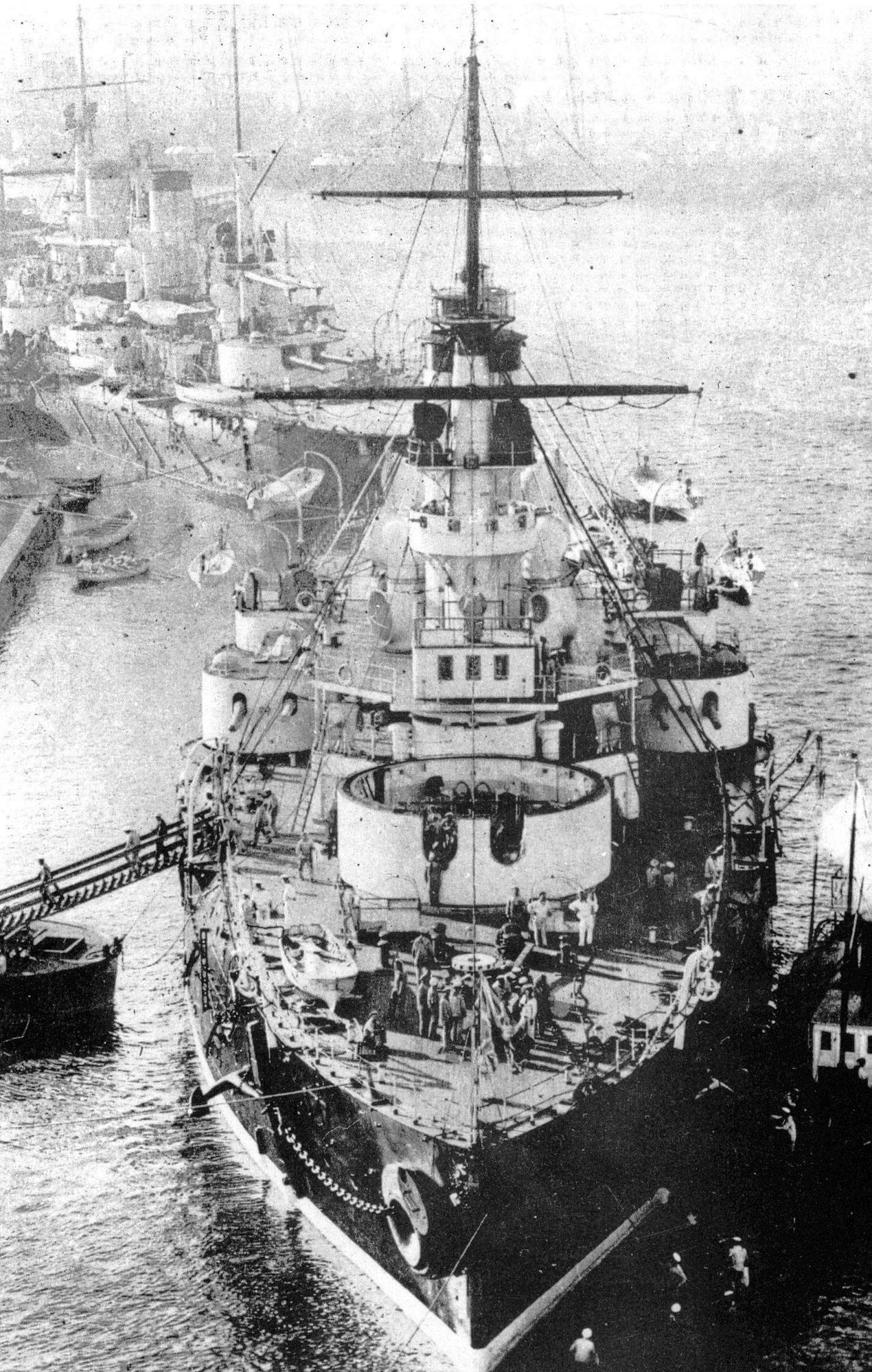
La Poltava a Kronštadt nel 1899 durante le operazioni di allestimento. La torretta anteriore è aperta ed ancora priva dei cannoni da 305 mm (12").

### Armamento
La batteria principale era costituita da 4 cannoni da 305 mm (12"), costruiti dalle Officine Obuchov di San Pietroburgo, montati in 2 torrette binate di disegno francese, a pianta rotonda e a perno centrale. Il movimento della torretta ed il caricamento dei cannoni erano azionati idraulicamente, ma i paranchi che sollevavano le munizioni erano ad azionamento elettrico. Da progetto erano in grado di sparare un colpo ogni 90 secondi, ma la cadenza di tiro in servizio si rivelò di un colpo ogni tre minuti. La struttura delle torrette si rivelò troppo debole per resistere ad uso intenso e dovette essere rinforzata. I cannoni avevano una elevazione massima di 15°, con un campo di tiro di 270°. I proiettili, 58 per arma, pesavano 331,7 kg e venivano sparati ad una velocità alla volata di 792 m/s. Con un alzo di 10° la gittata era di 10.980 m.
La batteria secondaria consisteva in 12 cannoni Canet Modello 1892 da 152 mm (6"), di questi 8 erano montati in 4 torrette binate sul ponte superiore, i restanti 4 sparavano attraverso feritoie ai lati dello scafo, posizionate tra le due torrette ed un ponte più in basso rispetto a queste. I proiettili erano sollevati con paranchi ad azionamento elettrico, mentre l'elevazione era ad azionamento manuale. L'arco di tiro era di 135° e l'elevazione andava da +15° a -5°. Il rateo di fuoco dei cannoni montati nelle torrette era circa la metà metà (2-3 colpi al minuto) di quelli che sparavano attraverso le feritoie. I motori che azionavano i paranchi porta munizioni, ed il meccanismo dei paranchi stessi, erano afflitti da diversi problemi che spesso riducevano il tasso di fuoco di 1 colpo al minuto. I cannoni che sparavano dalle feritoie avevano un arco di tiro di 100° ed ognuno aveva 200 colpi.
I proiettili pesavano 41,4 kg ed avevano una velocità alla volata di 790 m/s. La gittata massima era di 11.500 m con un alzo di 20°.
Un certo numero di cannoni di piccolo calibro furono installati per la difesa antitorpediniera. Tra questi dei cannoni Hotchkiss 47 mm (1,9"), 12 sulla Petropavlovsk e sulla Poltava e 10 sulla Sevastopol', in parte posizionati all'interno dello scafo e sparanti attraverso feritoie ed in parte montati sulle sovrastrutture.
I loro proiettili pesavano 1,5 kg e venivano sparati con una velocità alla volata di 450 m/s. Il rateo di fuoco era di 20 colpi al minuto e la gittata di 1.850 m.
Altri 20 cannoni Hotchkiss da 37 mm (1,5") furono posizionati in feritoie nello scafo, sulla sovrastruttura e sulle coffe da combattimento.
I loro proiettili pesavano 0,50 kg e raggiungevano una velocità alla volata di 440 m/s. Il rateo di fuoco era di 20 colpi al minuto e la gittata di 2.778 m.
Le navi classe Petropavlovsk erano equipaggiate con 4 tubi lanciasiluri da 381 mm (15"), montati sopra la linea di galleggiamento, e 2 tubi lanciasiluri da 457 mm (18") posizionati sott'acqua. I tubi lanciasiluri da 381 mm posizionati nei pressi della torretta principale di prua erano privi di protezione, mentre quelli a poppa erano protetti dalla corazzatura dello scafo. I tubi da 457 mm, protetti dalla corazzatura del ponte, erano posizionati nei pressi della polveriera contenente i proiettili da 305 mm.
I siluri da 381 mm avevano una testata di 64 kg di TNT. La velocità era regolabile su due livelli, a 25 nodi (46 km/h; 29 mph) con un'autonomia era di 900 m o a 29 nodi (54 km/h; 33 mph) con un'autonomia di 600 m. Non sono disponibili dati per siluri da 457 mm.
Venivano inoltre portate 50 mine navali che venivano posate a protezione della nave in caso di ancoraggio in zone remote.
Per facilitare il puntamento furono adottati dei telemetri stadiametrici Liuzhol. Questi usavano l'angolo verticale tra due punti della nave nemica, di solito la linea di galleggiamento e la coffa, per stimare la distanza dal bersaglio. L'ufficiale di artiglieria poteva quindi calcolare l'elevazione e la deflessione necessarie per colpire il bersaglio, trasmettendo tali informazioni alle torrette tramite un sistema di puntamento Geisler ad azionamento elettro-meccanico.

### Corazzatura
L'industria russa non era ancora in grado di realizzare lastre d'acciaio molto spesse, così la corazzatura per le navi classe Petropavlovsk fu ordinata all'estero, parte in Germania e parte negli Stati Uniti. Ma anche in questi due paesi non c'erano le capacità per produrre l'ultimo tipo di corazzatura in quantità sufficiente per tutte e tre le navi. La Petropavlovsk ricevette lastre in comune acciaio al nichel, sulla Sevastopol' si impiegò una corazzatura Harvey mentre la Poltava fu l'unica ad avere la nuova corazzatura Krupp. Gli spessori delle corazzature variavano da nave a nave in modo da equalizzare la loro efficacia. Nella Petropavlovsk lo spessore massimo della corazzatura, a protezione delle sale macchine, era di 406 mm (16"), che scendeva a 305 mm (12") nella zona delle polveriere. La corazzatura si rastremava fino a 203 mm (8") nel bordo inferiore. La corazzatura della Sevastopol' e della Poltava era di 368 mm (14,5") a protezione delle macchine e scendeva a 254 mm (10") nella zona delle polveriere. La corazzatura si rastremava fino a 184 mm (7,25") nel bordo inferiore. La corazzatura principale era lunga 73,2 m e alta 2,3 m, di cui 0,91 m al di sopra della linea di galleggiamento. La cintura terminava sui due lati con una paratia trasversale, spessa 229 mm sul davanti e 203 mm sul dietro, lasciando prua e poppa senza protezione. Sopra la linea di galleggiamento, tra le due torrette e per un'altezza di 2,28 m, correva un fasciame spesso 127 mm (5"). Le estremità superiori della corazzatura erano chiuse da paratie inclinate, spese 127 mm (5"), che andavano a collegarsi ai supporti delle torrette.
La corazzatura delle torrette principali e dei loro sostegni, in acciaio al nichel per la Petropavlovsk e la Sevastopol' e una corazzatura Krupp per la Poltava, era di 254 mm (10") sui lati e di 51 mm (2") sul tetto. La corazzatura delle torrette secondarie era di 127 mm (5") ai lati di 25 mm (1") sul tetto. Corazzature furono poste a protezione delle feritoie sullo scafo. Nella torre di comando la corazzatura raggiungeva i 229 mm (9"), mentre nella parte centrale della nave era di 51 mm (2"). Fuori dell'area coperta dalla corazzatura principale, le piastre verticali erano spesse 64 mm (2,5") mentre quelle inclinate 76 mm (3").

## Unità
| Nome          | Impostazione   | Varo            | Entrata in servizio | Destino finale                                                                                                |
| ------------- | -------------- | --------------- | ------------------- | --- |
| Petropavlovsk | 19 maggio 1892 | 9 novembre 1894 | 1899                | Affondata da una mina navale al largo di Port Arthur, 13 aprile 1904                                          |
| Poltava       | 19 maggio 1892 | 6 novembre 1894 | 1899                | Demolita nel 1924                                                                                             |
| Sevastopol'   | 19 maggio 1892 | 1º giugno 1895  | 1900                | Gravemente danneggiata durante l'assedio di Port Arthur, fu affondata al largo dello stesso il 2 gennaio 1905 |

## Servizio

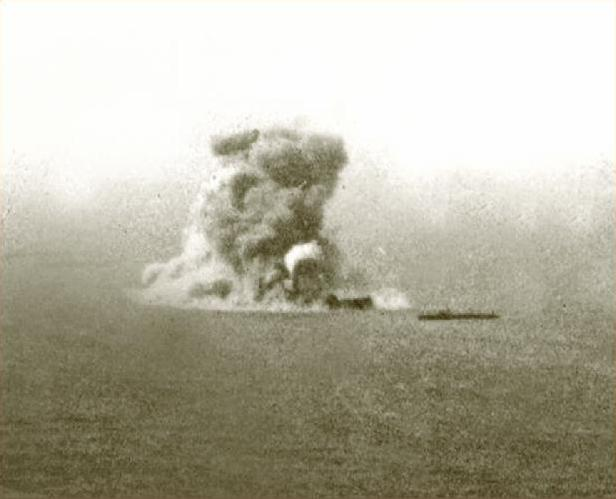
L'esplosione della Petropavlovsk, 13 aprile 1904

La Petropavlovsk fu la prima delle tre navi ad entrare in servizio, lasciando Kronštadt il 17 ottobre 1899 per giungere a Port Arthur il 10 maggio 1900. Al suo arrivo divenne la nave ammiraglia del Primo Squadrone della flotta del Pacifico, ai comandi del viceammiraglio Nikolaj Skrydlov. Nello stesso anno la nave partecipò alla repressione della ribellione dei Boxer. La Poltava e la Sevastopol' partirono il 15 ottobre 1900, arrivando a Port Arthur rispettivamente il 12 e 13 aprile 1901. Allo scoppio della guerra russo-giapponese, l'8 febbraio 1904, la Petropavlovsk era la nave ammiraglia del viceammiraglio Oskar Stark.
Durante la battaglia di Port Arthur, combattuta il secondo giorno di guerra, la Poltava fu colpita due volte a poppa, la Petropavlovsk tre volte a prua e la Sevastopol' una volta sola. Complessivamente, 2 uomini rimasero uccisi e 7 feriti, ma nessuna delle navi riportò danni significativi.
Lo zar Nicola II sollevò Stark dal comando, al suo posto mise il viceammiraglio Stepan Makarov, che subentrò a Stark il 7 marzo. Il 13 aprile la Petropavlovsk e la Poltava stavano raggiungendo alcuni incrociatori e cacciatorpediniere russi, in quel momento in lotta con alcune navi giapponesi, ma tornarono indietro verso Port Arthur per unirsi al resto dello squadrone, in quanto quest'ultimo aveva appena avvistato la principale flotta da guerra giapponese. Nella rotta passarono sopra a delle mine navali, e la Petropavlovsk ne urtò almeno una. Alcuni osservatori riferirono poi di aver visto tre esplosioni, una delle quali sembrava essere di una delle polveriere, a seguito delle quali la Petropavlovsk affondò in meno di due minuti.
Nell'affondamento perirono il viceammiraglio Makarov ed i suoi collaboratori, il celebre pittore russo Vasilij Vasil'evič Vereščagin, 26 ufficiali e 652 marinai. Solo 7 ufficiali e 73 marinai furono tratti in salvo.
Il nuovo comandante, il viceammiraglio Wilhelm Withöft, il 23 giugno tentò di condurre la flotta fino a Vladivostok, ma abbandonò quando le sue navi furono scoperte ed inseguite dai giapponesi. Durante il ritorno a Port Arthur, la Sevastopol' colpì una mina, a seguito dell'esplosione e della conseguente falla imbarcò circa 1.000 t di acqua. Nonostante ciò riuscì a tenere il passo delle altre navi ed a raggiungere il porto con successo. Durante le riparazioni, che si protrassero fino al 9 luglio, a bordo della nave scoppiò un incendio che causò la morte di 2 membri dell'equipaggio ed il ferimento di altri 28. Tutti i cannoni da 47 mm e 37 mm della Sevastopol' e della Poltava installati nelle feritoie furono rimossi, alcuni furono rimontati sulla sovrastruttura, ma la maggior parte furono impiegati per aumentare le difese terrestri di Port Arthur.
Il 10 agosto, a seguito di un ordine diretto dello zar, Withöft tentò nuovamente di rompere il blocco navale giapponese. Le navi russe furono avvistate quasi subito e la flotta giapponese intercettò i russi già nel primo pomeriggio. Durante la battaglia del Mar Giallo, la Poltava e la Sevastopol' chiudevano la linea di battaglia russa e la Poltava, che procedeva a bassa velocità causa problemi ai motori, divenne l'obiettivo primario delle navi da battaglia e degli incrociatori corazzati giapponesi. In quel momento Withöft riuscì a concludere l'aggiramento delle navi giapponesi, che furono costrette ad inseguire i russi. Poco prima del tramonto, un colpo centrò la nave ammiraglia, la Cesarevič, uccidendo Withöft e quasi tutto il personale in comando, gettando così la flotta russa in totale confusione. Il secondo il linea di comando, l'ammiraglio Pavel Ukhtomsky, riuscì a radunare quasi tutte le navi rimaste e a ricondurle a Port Arthur.

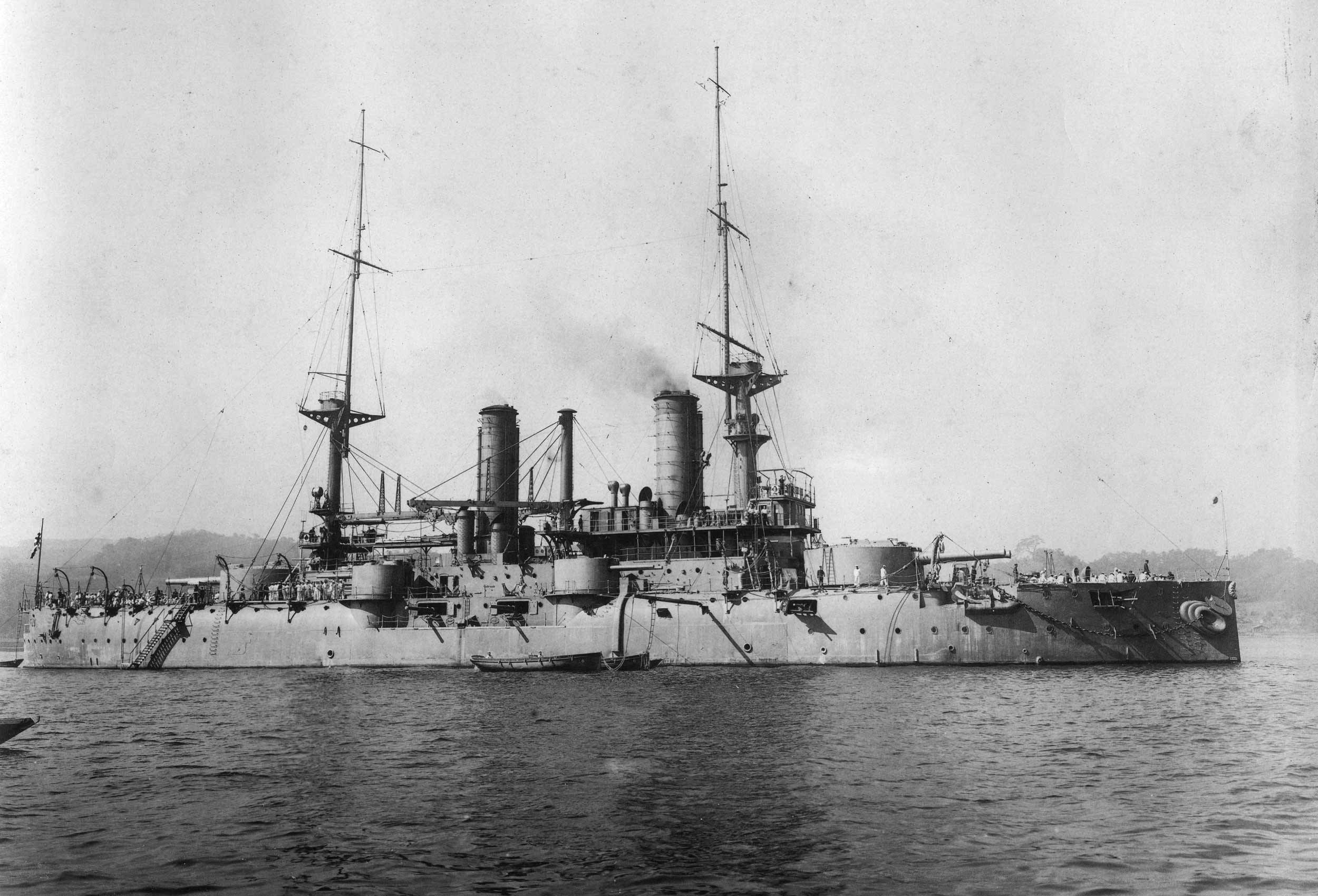
La Poltava, già in servizio nella Marina imperiale giapponese col nome di Tango, circa 1908-1909

La Poltava fu colpita da 12-14 colpi da 203 mm e 305 mm, registrando 12 morti e 43 feriti, mentre la Sevastopol' fu raggiunta anch'essa da diversi colpi che causarono 1 morto e 62 feriti.
Il 23 agosto la Sevastopol' effettuò dei bombardamenti contro le truppe giapponesi che stavano assediando il porto, nel rientro colpì una mina, che esplose in prossimità della polveriera di prua. I danni furono ingenti e la nave imbarcò molta acqua. La Sevastopol' fu rimorchiata a Port Arthur e le riparazioni durarono fino al 6 novembre. Nel frattempo, il nuovo comandante del Primo Squadrone, il retroammiraglio Robert Viren, decise di utilizzare uomini e cannoni della sua flotta per rafforzare ulteriormente le difese di Port Arthur, e le navi dello squadrone furono ulteriormente spogliate degli armamenti. Entro settembre alla Poltava furono rimossi 3 cannoni da 152 mm, 4 cannoni da 47 mm e 26 cannoni da 37 mm, mentre la Sevastopol' perse 1 cannone da 47 mm e 26 cannoni da 37 mm. In ottobre, l'esercito imperiale giapponese iniziò a sparare alla cieca contro il porto con cannoni da assedio, ed entrambe le navi furono raggiunte da colpi da 280 mm (11"), riportando danni leggeri. Il 5 dicembre i giapponesi catturarono una collina che si affacciava sul porto, da cui riuscirono a fare fuoco direttamente contro le navi russe in quel momento all'ancora. La Poltava affondò in acque poco profonde lo stesso giorno, in quanto uno dei proiettili che l'aveva raggiunta causò prima un incendio e poi l'esplosione di una delle polveriere. Il 7 dicembre la Sevastopol' era l'unica nave da guerra sopravvissuta, ed il suo comandante, Nikolaj Essen, decise di ancorarla sotto le uniche postazioni russe di artiglieria costiera rimaste, appena fuori dal porto. Attorno alla nave fece posizionare reti antisiluro e un campo minato, riuscendo a respingere gli attacchi giapponese fino al 16 dicembre, quando durante una forte tormenta un siluro riuscì a colpire la nave a poppa. Il 2 gennaio 1905, giorno della resa di Port Arthur, la Sevastopol', gravemente danneggiata, affondò in mare aperto per motivi incerti. Il comandante russo Essen disse che diede l'ordine di autoaffondare la nave, per i giapponesi fu invece un solo siluro a dare il colpo di grazia alla Sevastopol'.
La Poltava fu in seguito recuperata dai giapponesi, riparata e riclassificata corazzata costiera di prima classe. Ribattezzata Tango (丹后?), servì nella Marina imperiale giapponese come nave scuola per artiglieri. Durante la prima guerra mondiale prese parte all'assedio di Tsingtao, per poi essere rivenduta alla Russia nel marzo 1916, giungendo a Vladivostok il 2 aprile dello stesso anno. Ribattezzata Çeşme in russo Чесма?, il 19 settembre giunse a Porto Said, in Egitto, per poi prendere parte ad azioni di intimidazione contro la Grecia, atte a convincerne il governo, in quel momento filo-germanico a schierarsi a favore degli Alleati sul fronte macedone. Giunta a Alexandrovsk il 16 gennaio 1917, dopo una breve revisione a Birkenhead, divenne la nave ammiraglia della neocostituita flottiglia del Mar Glaciale Artico.
Nella rivoluzione d'ottobre l'equipaggio si unì ai bolscevichi e nel marzo 1918 la nave fu catturata a Murmansk dai britannici, nell'ambito dell'intervento alleato nella guerra civile russa. La nave, già in cattive condizioni al momento della cattura, fu trasformata in una prigione galleggiante e poi resa inutilizzabile dai britannici stessi quando essi lasciarono la Russia nell'ottobre 1919. Radiata il 3 luglio 1924, fu demolita lo stesso anno.